# عطير
عطير (الاسم العلمي: Odontanthera)، جنس نباتات وحيد النوع من فصيلة الدفلية، وصف لأول مرة بأنه جنس في عام 1883. يحتوي الجنس على نوع واحد فقط معروف، وهو عطير راديان (Odontanthera radians)، وهو نبات نادر يستوطن شواطئ ولاية البحر الأحمر.
شمل سابقًا:
نُقلت الأنواع إلى أجناس أخرى (Conomitra, كريش (نبات))
1. O. boveana الآن Glossonema boveanum
2. O. linearis الآن Conomitra linearis
3. O. thruppii الآن Glossonema thruppii
4. O. varians الآن Glossonema varians